# Stigmatophorina hammamelis
Stigmatophorina hammamelis är en fjärilsart som beskrevs av Clayton Dissinger Mell 1922. Stigmatophorina hammamelis ingår i släktet Stigmatophorina och familjen tandspinnare. Inga underarter finns listade i Catalogue of Life.